# Jovana Terzić
Jovana Terzić (ur. 15 maja 1999) – czarnogórska pływaczka specjalizująca się w stylu dowolnym, uczestniczka Letnich Igrzysk Olimpijskich w 2016 roku.

## Życiorys
Wychowywała się w Herceg Novi. Treningi zaczynała w klubie Jadran w rodzinnym mieście. Obecnie uczęszcza na St. Francis College Brooklyn w Nowym Jorku, gdzie z sukcesami reprezentuje uczelnianą drużynę pływacką.

### Igrzyska olimpijskie
Wzięła udział w wyścigu pływackim na 100 metrów stylem dowolnym podczas igrzysk w Rio de Janeiro. W eliminacjach w swojej grupie eliminacyjnej zajęła 4. miejsce z czasem 59,59, co nie dało jej awansu do dalszej fazy rywalizacji. W ostatecznej klasyfikacji uplasowała się na 42. miejscu.